# James T. McDermott

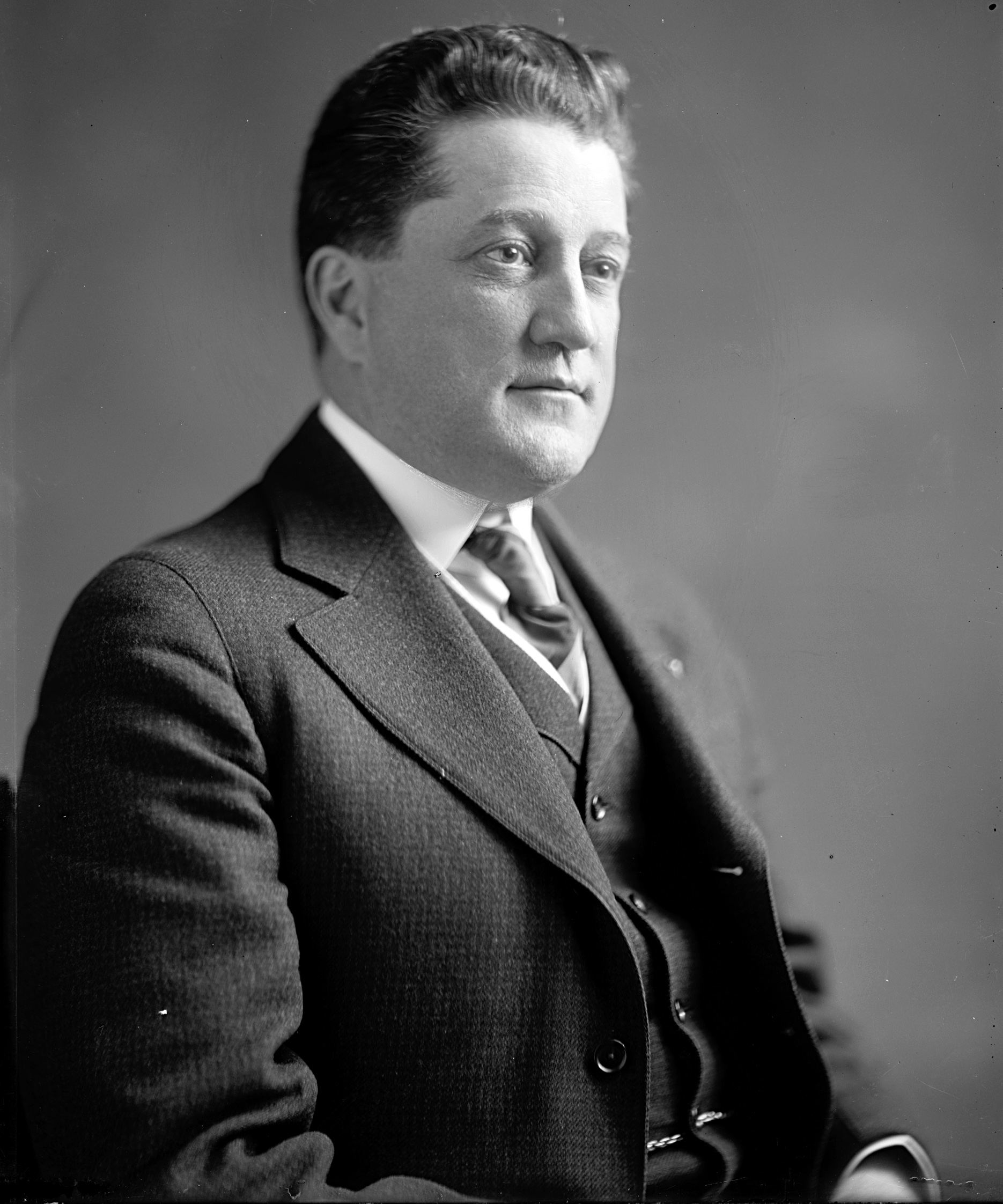
James T. McDermott

James Thomas McDermott (* 13. Februar 1872 in Grand Rapids, Michigan; † 7. Februar 1938 in Chicago, Illinois) war ein US-amerikanischer Politiker. Zwischen 1907 und 1917 vertrat er zweimal den Bundesstaat Illinois im US-Repräsentantenhaus.

## Werdegang
James McDermott besuchte die Schulen seiner Heimat. Im Jahr 1883 zog er mit seinen Eltern nach Detroit, wo er im Telegraphenwesen ausgebildet wurde. Bis 1889 arbeitete er in dieser Branche; dann zog er nach Chicago und arbeitete dort im Tabakhandel. Gleichzeitig schlug er als Mitglied der Demokratischen Partei eine politische Laufbahn ein. Bei den Kongresswahlen des Jahres 1906 wurde er im vierten Wahlbezirk von Illinois in das US-Repräsentantenhaus in Washington, D.C. gewählt, wo er am 4. März 1907 die Nachfolge von Charles S. Wharton antrat. Dreimal wiedergewählt konnte er bis zu seinem Rücktritt am 21. Juli 1914 im Kongress verbleiben. Im Jahr 1912 war er Delegierter zur Democratic National Convention in Baltimore, auf der Woodrow Wilson als Präsidentschaftskandidat nominiert wurde.
1914 wurde McDermott erneut in den Kongress gewählt, wo er am 4. März 1915 seinen früheren Sitz wieder einnahm, der kurzzeitig vakant geblieben war. Bis zum 3. März 1917 konnte er eine weitere Legislaturperiode im US-Repräsentantenhaus verbringen. Im Jahr 1916 verzichtete er auf eine erneute Kandidatur. Nach dem Ende seiner Zeit im Kongress nahm er seine früheren Tätigkeiten in Chicago wieder auf. Dort starb er am 7. Februar 1938.